# Fredrik Nielsen
Fredrik Christian Nielsen (Aalborg, 1846 – Aarhus, 1907) è stato un teologo e vescovo luterano danese.
Docente all'Università di Copenaghen dal 1877, fu vescovo di Aalborg dal 1900 al 1905 e vescovo di Aarhus dal 1905 al 1907.